# Петров, Вениамин Петрович
Вениамин Петрович Петров (1924, Минусинск, Енисейская губерния, РСФСР, СССР — 1995, Екатеринбург, Россия) — советский футболист и хоккеист. В футболе выступал на позициях нападающего и полузащитника.

## Биография
Участник Великой Отечественной войны, призван в армию в 1942 году в Свердловске. Артиллерист, гвардии рядовой. Воевал на 2-м Прибалтийском фронте. Награждён медалью «За отвагу» (1944).
После окончания войны вернулся в Свердловск. В 1947—1948 годах выступал за футбольную команду «Авангард». В 1948 году сыграл два матча в классе «А», однако результаты были позднее аннулированы из-за смены формата турнира.
В начале 1950-х годов выступал за свердловское «Динамо». В футболе играл в соревнованиях коллективов физкультуры, а в хоккее — в высшей лиге.
Скончался в 1995 году в Екатеринбурге. Похоронен на Широкореченском кладбище.